# Grupa izocyjanianowa
Grupa izocyjanianowa – grupa funkcyjna o ogólnym wzorze: −N=C=O. Występuje ona w izocyjanianach i jest izomeryczna względem grupy cyjanianowej (−O−C≡N). 
Charakteryzuje się wysoką reaktywnością: izocyjaniany reagują z wodą, dając aminę i dwutlenek węgla (co ma zastosowanie, między innymi, w piankach poliuretanowych). 